# Мерзляки (Псковская область)
Мерзляки — деревня в Бережанской волости Островского района Псковской области. 
Расположена в 16 км к западу от центра города Остров, на противоположном от деревни Бурдино правом (северном) берегу реки Утроя.
Постоянное население по состоянию на 2000 год в деревне отсутствовало.